# Xã Bristol, Quận Day, South Dakota
Xã Bristol (tiếng Anh: Bristol Township) là một xã thuộc quận Day, tiểu bang Nam Dakota, Hoa Kỳ. Năm 2010, dân số của xã này là 58 người.